# McFlurry
McFlurry er en isdessert fra McDonald's med smag af vanilje. McFlurry blev oprindeligt udviklet af et canadisk franchise i 1997 og blev lanceret året efter i USA.

## Produktbeskrivelse
McFlurry fås med forskellige tilbehør, som for eksempel, Smarties og Daim. Udover daim og Smarties, tilbyder McDonald's også i begrænsede perioder andre smagsvarianter. I foråret 2012 var det muligt at købe en McFlurry Daim, Magnum, med enten Magnum Clasic eller Magnum Mandel. Siden da har der været andre forskellige varianter af McFlurry som for eksempelvis Twix, Mars og sneakers. Daim og Smarties er de to slags topping, som er en fast del af sortimentet altid. Når en McFlurry serveres fyldes vaniljeisen først i et bæger, hvorefter tilbehøret blandes i isen med en træske af en medarbejder. 
Isen i McFlurry er den samme som i McDonald's anden is variant, sundae. Kun toppingen er anderledes. 

## Ingredienser
| Portion                      | McFlurry Daim. |
| Energi                       | 1310 (kJ)      |
| Protein                      | 6 g            |
| Kulhydrater                  | 53 g           |
| Kulhydrater i form af sukker | 46 g           |
| Fedt                         | 17 g           |
| mættet fedt                  | 10 g           |
| Fibre                        | 1 g            |
| Salt                         | 0,5 g          |

McFlurry indeholder følgende ingredienser og næringsstoffer:
- Sukker
- Vegetabilsk fedt
- Kakaosmør
- Skummetmælkspulver
- Kakaomasse
- Smør
- Smørfedt
- Vallepulver
- Mandler
- Majsstivelse
- Sødet kondenseret skummetmælk
- Salt
- Aroma (vanillin)